# Phil Ehart
Phil W. Ehart (Coffeyville, 04 de fevereiro de 1950) é um baterista estadunidense membro da banda de rock progressivo Kansas. Ele e Rich Williams são os dois únicos membros da formação original da banda e que já estiveram em todos os álbuns do grupo. Apesar de suas contribuições de composição para o grupo serem raras, ele coescreveu dois de seus maiores sucessos, "Point of Know Return" e "Play the Game Tonight". Também assumiu responsabilidades de gestão da banda nos últimos anos. Viajou para todo o mundo como seu pai, militar da Força Aérea dos EUA que se corriqueiramente mudava de residência, passando pela Inglaterra, pelas Filipinas e pelo Japão.
Ehart contactou Kerry Livgren sobre como ingressar em uma banda chamada White Clover depois de ouvir essa banda Livgren do Kansas (a segunda banda com esse nome) tinha recentemente se desfez. White Clove no tempo mudou o nome "Kansas". Este Kansas terceira é a banda que se tornou a conhecida banda americana de rock progressivo.
No início dos anos 1970 Ehart, como muitos músicos americanos, queria mais estudar de perto e tocar o estilo "britânico" da música que era popular na época, então ele se mudou para a Inglaterra. Ele não encontrou o ambiente acolhedor, como os músicos de lá eram mais felizes para aprender o país e ritmo e estilos de blues que Ehart trouxe com ele, então ele voltou rapidamente para a América.
Phil Ehart é um pai de um filho (Noah), que tem autismo.
Nos últimos anos Ehart tornou-se um defensor do autismo e viajou para Washington, D. C., para falar sobre o Autismo, a alimentação e o desbloqueio de uma conferência em 2001.